# Station Écueillé
Station Écueillé is een spoorwegstation in de Franse gemeente Écueillé. Het station is gesloten.